# Metalimnobia zernyana
Metalimnobia zernyana är en tvåvingeart som först beskrevs av Alexander 1956.  Metalimnobia zernyana ingår i släktet Metalimnobia och familjen småharkrankar.
Artens utbredningsområde är Tanzania. Inga underarter finns listade i Catalogue of Life.